# Lycée Saint-Joseph-du-Loquidy
Pour les articles homonymes, voir Lycée Saint-Joseph.
Le lycée Saint-Joseph-du-Loquidy est un établissement privé d'enseignement catholique situé à Nantes (Loire-Atlantique) qui propose un enseignement général en collège, lycée et enseignement supérieur.

## Historique

### Le manoir du Loquidy
Au début du XXIe siècle, le manoir du Loquidy est encore tel qu'il était au XVe siècle, consistant en une maison couverte de pierre d'ardoises. C'est dans ce manoir que meurt, le 7 mai 1563, l'évêque Gilles de Gandz, ancien religieux dominicain, devenu curé de Saint-Similien en 1550. À la fin du XVIIIe siècle, le Loquidy est vendu comme bien national et, le 23 mars 1791, il devient la propriété de Joseph Vallin, trésorier du district. Trois mois plus tard, le 1er juillet, Vallin revend le manoir et ses terres à un bourgeois, le négociant Esprit-Séraphin Audat. En 1907, Alphonse Chassagne-Belmin acquiert le domaine du Loquidy. Il fait raser le manoir et construire le bâtiment existant, appelé depuis l'origine du collège : « l'infirmerie ».

## Vie scolaire
Créé en 1823, le Loquidy a construit son histoire grâce aux frères des écoles chrétiennes, d'abord en ouvrant ses premières classes à l’hôtel de Rosmadec avec l'école Saint-Pierre puis en inaugurant en 1841 le collège Bel-Air, devenu collège Victor Hugo.
En 1926, à la demande des anciens élèves de Bel-Air, les frères des écoles chrétiennes ouvrent un pensionnat dans l'ancienne seigneurie du Losquidic concédée à l'Église de Nantes par Clotaire Ier. La rentrée se fait sous la direction du frère P.M. Gautier, fondateur, assisté de sept frères avec 75 élèves répartis en classes de 5e, 6e, 7e et 8e.
En 1940, l'occupation allemande entraîne la dispersion des élèves et les cours sont assurés par correspondance jusqu'à ce qu'ils reprennent au Loquidy en novembre 1944.
En 1957, commence la suppression progressive des classes primaires. De 1959 à 1965, de nouveaux bâtiments sont construits et un contrat d'association avec l'État est mis en place. En 1963, un premier échange scolaire est organisé avec le Martinus Gymnasium de Linz am Rhein (Allemagne). De 1965 à 1973, le directorat du frère Berçon voit la réalisation du stade capitaine David et du premier gymnase.
En 1978, débute la mixité au collège, niveau 6e. Les années 1981 à 2002 se déroulent sous le directorat de Joël Lebrun, professeur au Loquidy en 1968 puis directeur des études au lycée. En 1984, a lieu le premier échange scolaire avec le Marianum Gymnasium de Meppen (Allemagne) et avec le Centro de Cultura Francesa de Pampelune (Espagne). En 1989, a lieu le premier échange scolaire avec le Totton College (en) de Southampton (Royaume-Uni).
En 1994, les classes préparatoires économiques et commerciales (EC) sont ouvertes. À la rentrée de 2002, Didier Rousset, professeur de Sciences et vie de la terre (SVT) au sein de l'établissement depuis 1981, devenu parallèlement directeur des études lycée cinq ans plus tard puis directeur adjoint de 1996, succède au poste de directeur à Joël Lebrun nommé à Passy-Saint-Nicolas-Buzenval à Rueil-Malmaison. L'internat est fermé en 2011.
À la rentrée de septembre 2019, Marie-Pierre Daugeard devient directrice de l'établissement en remplacement de Didier Rousset qui a assumé ce poste durant dix-sept années. Celle-ci assumait précédemment jusqu'en juillet un poste similaire au collège-lycée Notre-Dame de La Salle-de-Vihiers.

## Classe préparatoire aux grandes écoles de commerce
Le Lycée Saint-Joseph du Loquidy est doté d’une classe préparatoire aux écoles de commerce voie économique (ECE).
En 2023, le site L'Étudiant classe la classe préparatoire aux grandes écoles (CPGE) du Loquidy à la 47e place du classement des 102 CPGE ECE pour sa proportion d’élèves intégrant le top 3 des écoles de commerce, avec une moyenne de 2,4 % d'élèves intégrés sur les cinq dernières années.

## Enseignement et résultats
Le lycée Saint-Joseph-du-Loquidy, établissement privé d'enseignement catholique sous contrat, propose un enseignement général en collège, lycée (L, ES, S) et enseignement supérieur (EC). Le taux de réussite au baccalauréat y est de 99,1 % (en 2010 pour 214 élèves). En 2012, pour la première fois de son histoire, le taux de réussite monte à 100 % (pour 208 élèves) et de même en 2022 (pour 198 élèves), plaçant le Loquidy au rang des meilleurs lycées du département,,,.
En 2017, le lycée se classe 3e sur 48 au niveau départemental quant à la qualité d'enseignement et 110e sur 2277 au niveau national. Le classement s'établit sur trois critères :
- le taux de réussite au baccalauréat ;
- l'indice de stabilité qui est la proportion d'élèves de première qui obtiennent le baccalauréat en ayant fait les deux dernières années de leur scolarité dans l'établissement ;
- la valeur ajoutée calculée à partir de l'origine sociale des élèves, de leur âge et de leurs résultats au diplôme national du brevet[11].

En 2020, le collège se classe 3e du classement des collèges du Figaro Étudiant.

## Activités physiques et sportives
L'établissement possède une bonne réputation dans les domaines sportifs du rugby à XV et de la gymnastique. Le rugby à XV est une discipline présente au Loquidy. Ainsi, un élève peut pratiquer ce sport en option de la sixième à la terminale. Depuis le début du XXIe siècle, le Loquidy obtient de bons résultats aux championnats de France de l'Union générale sportive de l'enseignement libre (UGSEL) : de 2000 à 2010, il est 6 fois champion de France minimes, 7 fois champion de France cadets et 2 fois champion de France juniors.
La gymnastique, enseignée à haut niveau par René Def, fait partie de l'histoire du Loquidy, toujours présent dans les compétitions individuelles et en coupe de France de la Fédération sportive et culturelle de France (FSCF). Pierre Puvis  (1970, 1975), les frères Jacques (en) (1979) et Pierre Def (1984), Olivier Puvis (2001, 2002, 2004) — anciens élèves et pour certains professeurs de sport au lycée — en ont tous été champions nationaux. En 1981, Jacques Def a laissé son nom au mouvement de gymnastique le Def, une difficulté mondiale extrême, qui consiste à lâcher la barre fixe pour faire une vrille et demie avant de la rattraper,,.

## Personnalités liées

### Directeurs
- 1926 - 1935 : frère Pierre-Marie Gauthier, fondateur.
- 1935 - 1936 : frère Cailleau, 1er directeur.
- 1936 - 1949 : frère Landais, 2e directeur.
- 1949 - 1955 : frère Brechemier, 3e directeur.
- 1955 - 1959 : frère Jalais, 4e directeur.
- 1959 - 1965 : frère Malle, 5e directeur.
- 1965 - 1973 : frère Berçon, 6e directeur.
- 1973 - 1974 : frère Jalais, 7e directeur.
- 1974 - 1981 : M. Paré, 8e directeur.
- 1981 - 2002 : M. Lebrun, 9e directeur.
- 2002 - 2019 : M. Rousset, 10e directeur.
- Depuis 2019 : Mme Daugeard, 11e directrice.

### Anciens élèves
Sportifs :
- Pierre Puvis (1944)
- Anne-Sophie Calvez (1983)
- Floria Gueï (1990)
- Agnès Raharolahy (1992)

Personnalités politiques :
- Olivier de Sesmaisons (1894-1967)
- Raymond Lebossé (1923-2014)
- Vincent Delaroux (1938)
- Gilles Retière (1947)
- Bartolomé Lenoir (1991)

Autre :
- Jean Demozay (1915-1945), aviateur
- Léon Dixneuf (1920-1973), évêque
- Daniel Rigolet (1930-2022), marin
- Hervé Louboutin (1951), journaliste